# Hyaleucerea panacea
Hyaleucerea panacea là một loài bướm đêm thuộc phân họ Arctiinae, họ Erebidae.